# 大森駅 (静岡県)

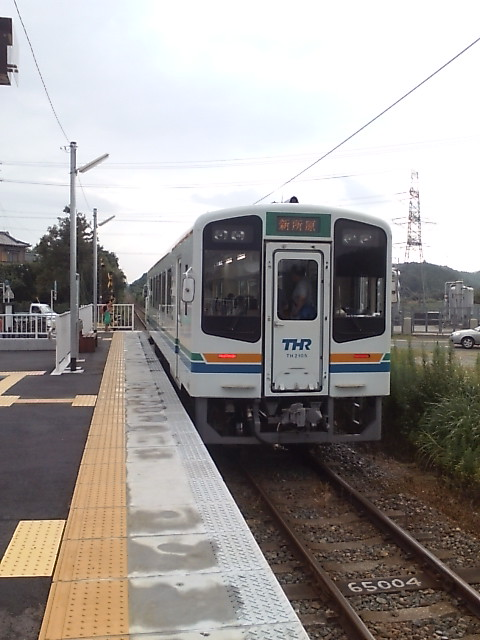
駅を出るTH2100形（2009年9月）

大森駅（おおもりえき）は、静岡県湖西市新所にある、天竜浜名湖鉄道天竜浜名湖線の駅である。

## 歴史
- 2009年（平成21年）4月1日：開設[1]。

## 駅構造
単式ホーム1面1線を有する地上駅。無人駅である。

## 利用状況
近年の1日平均乗車人員の推移は以下の通り。
| 乗車人員推移 | 乗車人員推移    |
| 年度         | 1日平均乗車人員 |
| ------------ | --------------- |
| 2009         | 18              |
| 2010         | 25              |
| 2011         | 13              |
| 2012         | 14              |
| 2013         | 18              |
| 2014         | 26              |
| 2015         | 24              |
| 2016         | 24              |
| 2017         | 16              |
| 2018         | 22              |

## 駅周辺
- プライムアースEVエナジー本社・大森工場
- 国道301号
- 湖西市立湖西中学校
- 湖西市コミュニティバス「コーちゃんバス」岡崎太田鷲津線：「太田」停留所

## 隣の駅
天竜浜名湖鉄道
■天竜浜名湖線
知波田駅 - 大森駅 - アスモ前駅